# Óleo de noz
O óleo de noz é um óleo extraído de nozes, Juglans regia. O óleo contém ácidos gordos poliinsaturados, ácidos gordos monoinsaturados e gorduras saturadas.

## Composição
De acordo com a análise cromatográfica gasosa e HPLC, o óleo de noz virgem consiste em ácido linoleico (60–62%). Ele também contém muitos compostos fenólicos, incluindo γ-tocoferol, taninos e flavonoides . Vários deles apresentam propriedades antioxidantes. De acordo com outra fonte, o óleo de noz é composto em grande parte por ácidos gordos poliinsaturados (72% do total de gorduras), particularmente ácido alfa-linolênico (14%) e ácido linoleico (58%), ácido oleico (13%) e gorduras saturadas (9%).
As nozes geralmente contêm altas concentrações de fenólicos, incluindo ácido elágico.

## Uso culinário

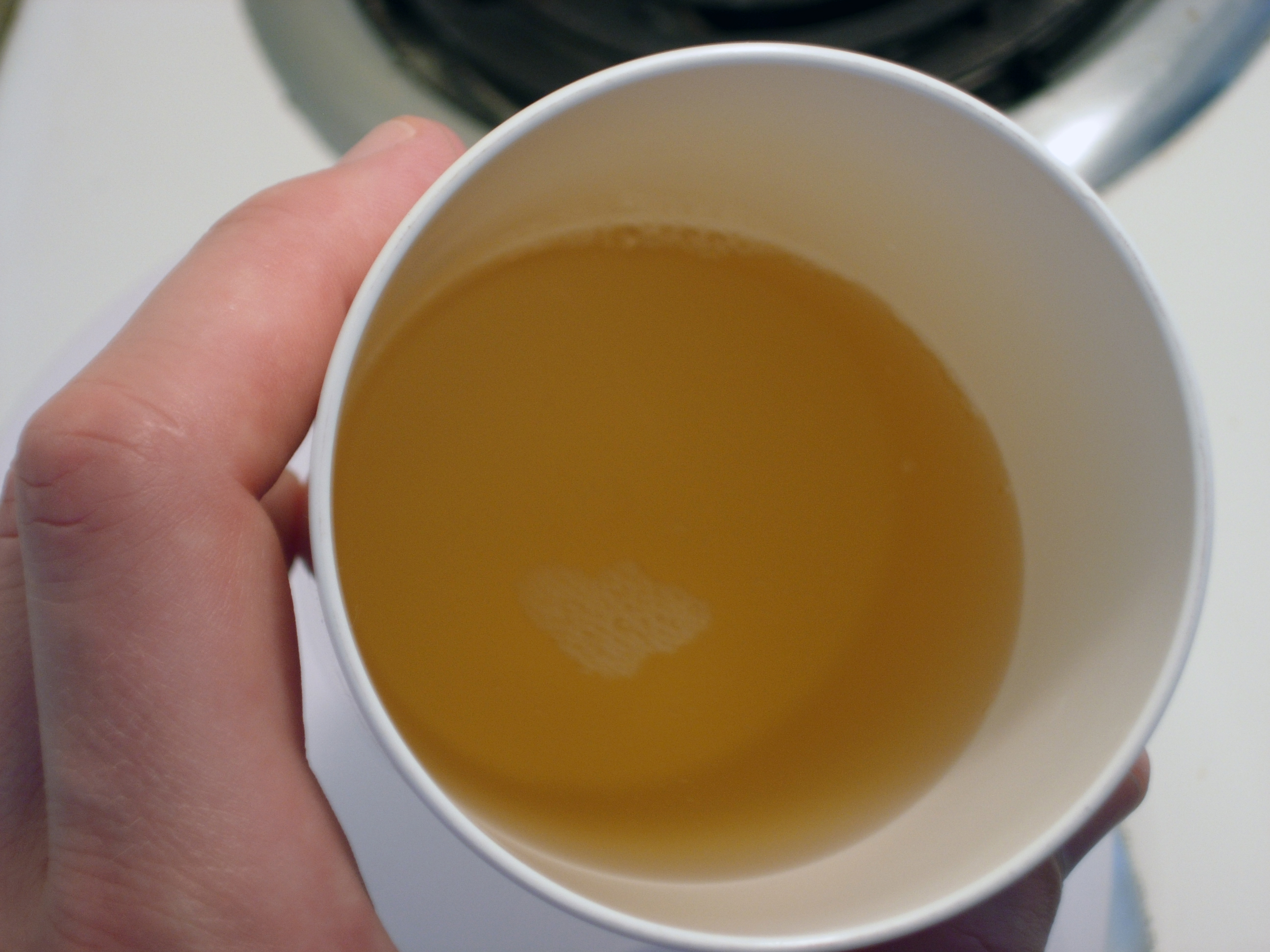
Um copo de óleo de nozes torradas da Califórnia.

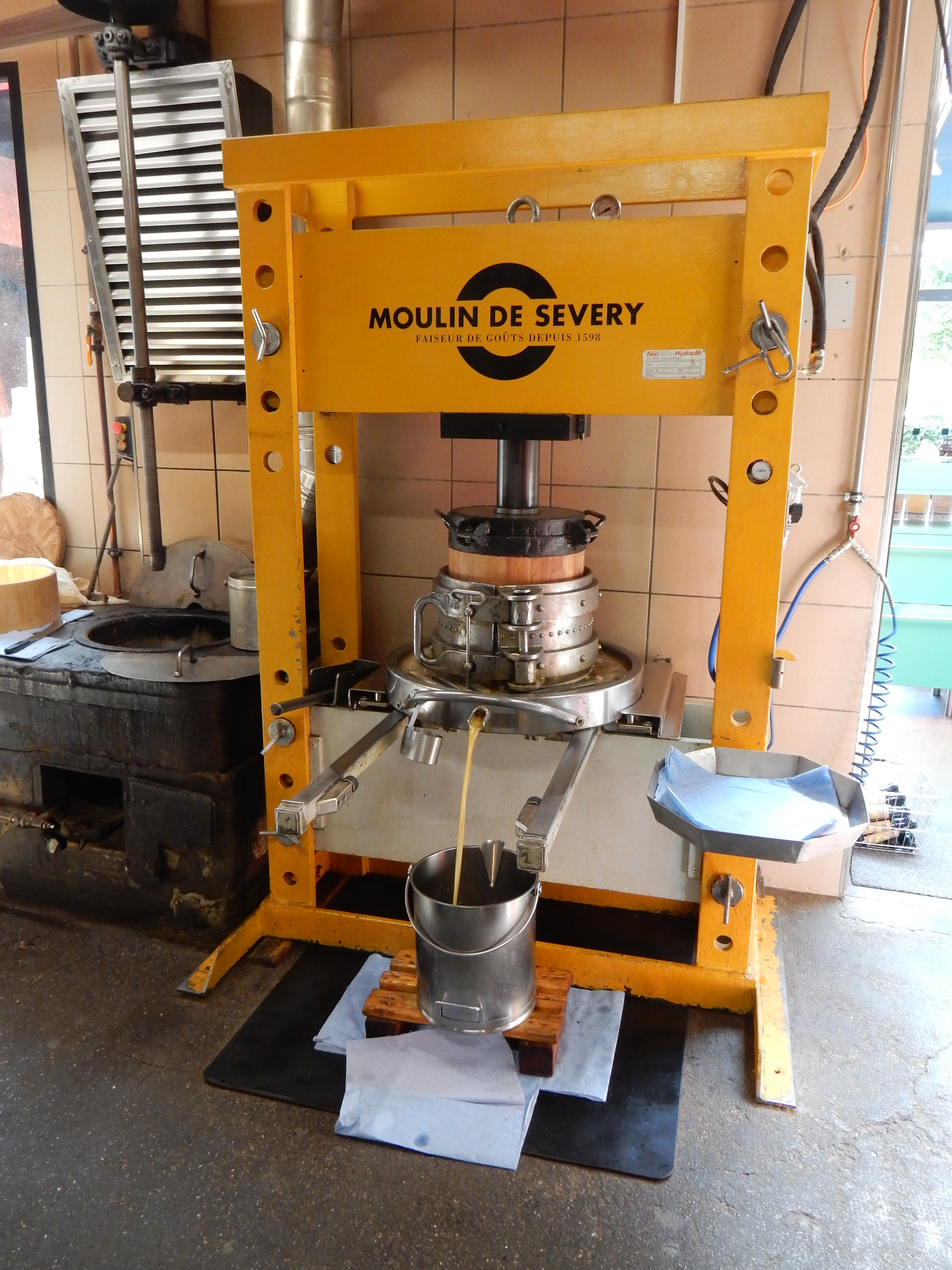
Pressionando as nozes sob alta pressão.

O óleo de noz é comestível e geralmente é menos usado do que outros óleos na preparação de alimentos, geralmente devido ao alto preço. É de cor clara e delicado no sabor e no aroma, com uma qualidade de noz. Embora os chefs às vezes usem óleo de nozes para fritar, a maioria evita o óleo de nozes para cozinhar em altas temperaturas porque o aquecimento tende a reduzir o sabor do óleo e produzir um leve amargor. O óleo de noz é preferido em pratos frios, como temperos para salada.
O óleo de noz prensado a frio costuma ser mais caro devido à perda de uma percentagem maior de óleo. O óleo de noz refinado é prensado por pressão e saturado com solvente para extrair a maior percentagem de óleo disponível na polpa da noz. Os solventes são posteriormente eliminados pelo aquecimento da mistura a cerca de 400 °F (200 °C) . Ambos os métodos produzem óleos culinários de qualidade alimentar. O óleo de noz, assim como todos os óleos de nozes, sementes e vegetais, pode ficar rançoso.
Mais de 99% do óleo de noz vendido nos EUA é produzido na Califórnia.

## Uso artístico
O ácido linoléico, o principal componente do óleo de noz, é um "óleo secante", o que significa que no ar ele polimeriza-se, formando películas fortes, mas flexíveis, úteis em tintas a óleo e vernizes. O óleo de noz foi um dos óleos mais importantes usados pelos pintores renascentistas. O seu curto tempo de secagem e a ausência de coloração amarela fazem dele um bom diluente para base de tinta a óleo e limpador de pincéis.
Alguns marceneiros preferem o óleo de noz como acabamento para utensílios que entram em contacto com alimentos, como tigelas de madeira, por causa da sua segurança. A rancidez não é um problema porque o óleo de noz seca quando aplicado na madeira numa camada fina. Pessoas que misturam óleo e cera para formular acabamentos de madeira valorizam o óleo de noz como ingrediente devido à comestibilidade de ambos os ingredientes. O óleo normalmente é combinado com cera de abelha numa mistura de 1/3 de óleo para 2/3 de cera de abelha.